# Mohamed ElBaradei
Mohamed Mustafa ElBaradei (tiếng Ả Rập: محمد مصطفى البرادعى, Muḥammad Muṣṭafā al-Barādaʿī, phát âm tiếng Ả Rập Ai Cập: [mæˈħæmmæd mosˈtˤɑfɑ (ʔe)lbæˈɾædʕi]; sinh ngày 17 tháng 6 năm 1942) là một học giả luật, chính khách, nhà ngoại giao người Ai Cập. Ông hiện là Phó Tổng thống lâm thời của Ai Cập. Ông từng là Tổng giám đốc Cơ quan Năng lượng Nguyên tử Quốc tế (IAEA), một tổ chức liên chính phủ nằm dưới sự bảo trợ của Liên Hợp Quốc từ 1997 tới 2009. Ông và IAED đồng nhận giải Nobel Hòa bình năm 2005. ElBaradei cũng là một nhân vật quan trọng trong nền chính trị những năm gần đây của Ai Cập, đặc biệt là trong cuộc Cách mạng Ai Cập 2011 và cuộc đảo chính tại Ai Cập 2013.

### Nomination of ElBaradei
- Nomination of ElBaradei Lưu trữ ngày 17 tháng 3 năm 2011 tại Wayback Machine
- ElBaradei: I will run for the presidential elections if it is free and fair Lưu trữ ngày 11 tháng 11 năm 2009 tại Wayback Machine
- ElBaradei Campaign Starts with a banner (Working together so ElBaradei can be our President) Lưu trữ ngày 12 tháng 11 năm 2009 tại Wayback Machine
- Wide reactions on ElBaradei's declaration of his candidacy for the presidency Lưu trữ ngày 11 tháng 11 năm 2009 tại Wayback Machine
- A facebook group dedicated to Nominate Mohamed ElBaradei to the presidency of Egypt in 2011
- ElBaradei set conditions to run for Egypt's presidential election
- ElBaradei: I joined the opposition in rejecting the inheritance of the Egyptian Presidency, demanding reforms from Mubarak and a new constitution Lưu trữ ngày 20 tháng 1 năm 2012 tại Wayback Machine
- Did ElBaradei become the youth candidate in the presidential election?
- The Egyptian government Campaign against ElBaradei Following his announcement of his intention to run for president Lưu trữ ngày 12 tháng 11 năm 2010 tại Wayback Machine
- Mufid Shehab (Minister of Legal Affairs): If ElBaradei Considering the presidency of Egypt he is mistaken
- Dr. ElBaradei dialogue with Al-Arabiya Lưu trữ ngày 23 tháng 7 năm 2011 tại Wayback Machine
- ElBaradei In a comprehensive interview with (Al-Shorouk) (1–3): I call on Mubarak to form a committee to draft a new constitution
- ElBaradei In a comprehensive interview with (Al-Shorouk) (2–3): The Egyptian people deserve better life than the one they are living
- ElBaradei In a comprehensive interview with (Al-Shorouk) (3–3): In Egypt, People are living below the level of the average human life
- Wide reactions from ElBaradei's interview with (Al-Shorouk)
- ElBaradei's interview with (Al-Shorouk) renew the debate over his personalty and his program
- The debate over ElBaradei's interview with (Al-Shorouk) continues
- (Al-Shorouk) Readers open hot files with ElBaradei
- (Al-Shorouk) Readers open hot files with ElBaradei (2)
- Dr. Said Sadiq (Professor of political sociology at the American University): ElBaradei is Modest and civilized.. And the opportunity of him winning is enhanced day after day
- (Isaac) calls for a public reception to ElBaradei
- (Health Minister) Hatem el-Gabali: ElBaradei is not fit to be president...Gamal is the fittest for the job if his father refuses to run for President
- A seminar on sectarian tensions: ElBaradei gave a kiss of life
- ElBaradei in Cairo on the first of February